# Aleja brzozowa w Murckach
Aleja brzozowa w Murckach – aleja obsadzona brzozami w Katowicach, położona na terenie dzielnicy Murcki, wpisana do rejestru zabytków nieruchomych województwa śląskiego.
Aleja prowadziła od wzniesionego około 1870 roku dworca kolejowego przy dawnej stacji Katowice Murcki do kopalni (w Murckach znajdowała się kopalnia węgla kamiennego „Emanuelssegen” (późniejsza Kopalnia Węgla Kamiennego „Murcki”), do osady Murcki (niem. Emanuelssegen), która była znacznie oddalona od dworca.
25 stycznia 1949 roku aleja została wpisana do rejestru zabytków nieruchomych województwa śląskiego pod numerem rejestru A-141/49.
Przypuszczalnie aleja znajdowała się w rejonie obecnych ulic Tartacznej i Cegielnia Murcki.

## Galeria

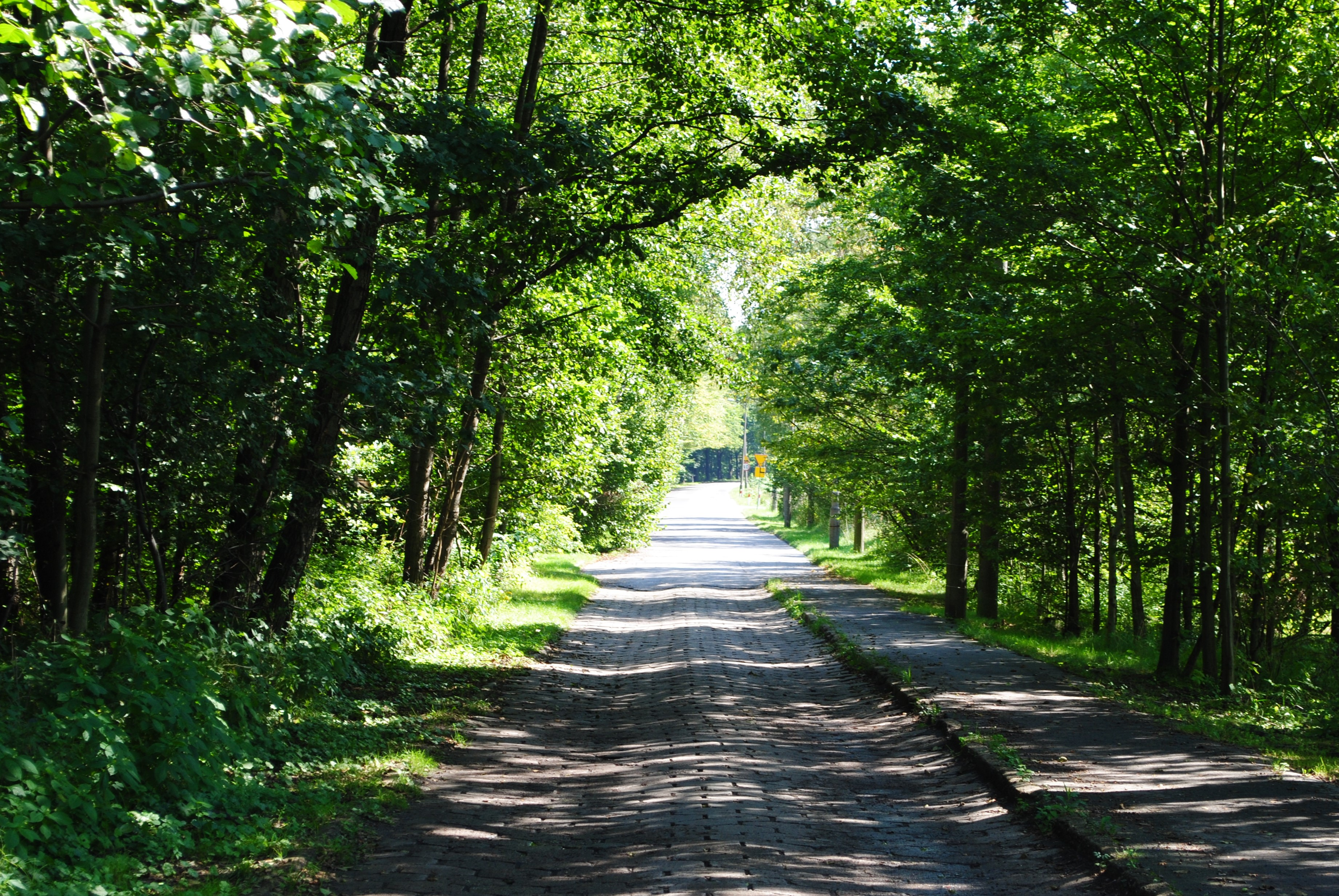
Rejon alei w sierpniu 2020 roku
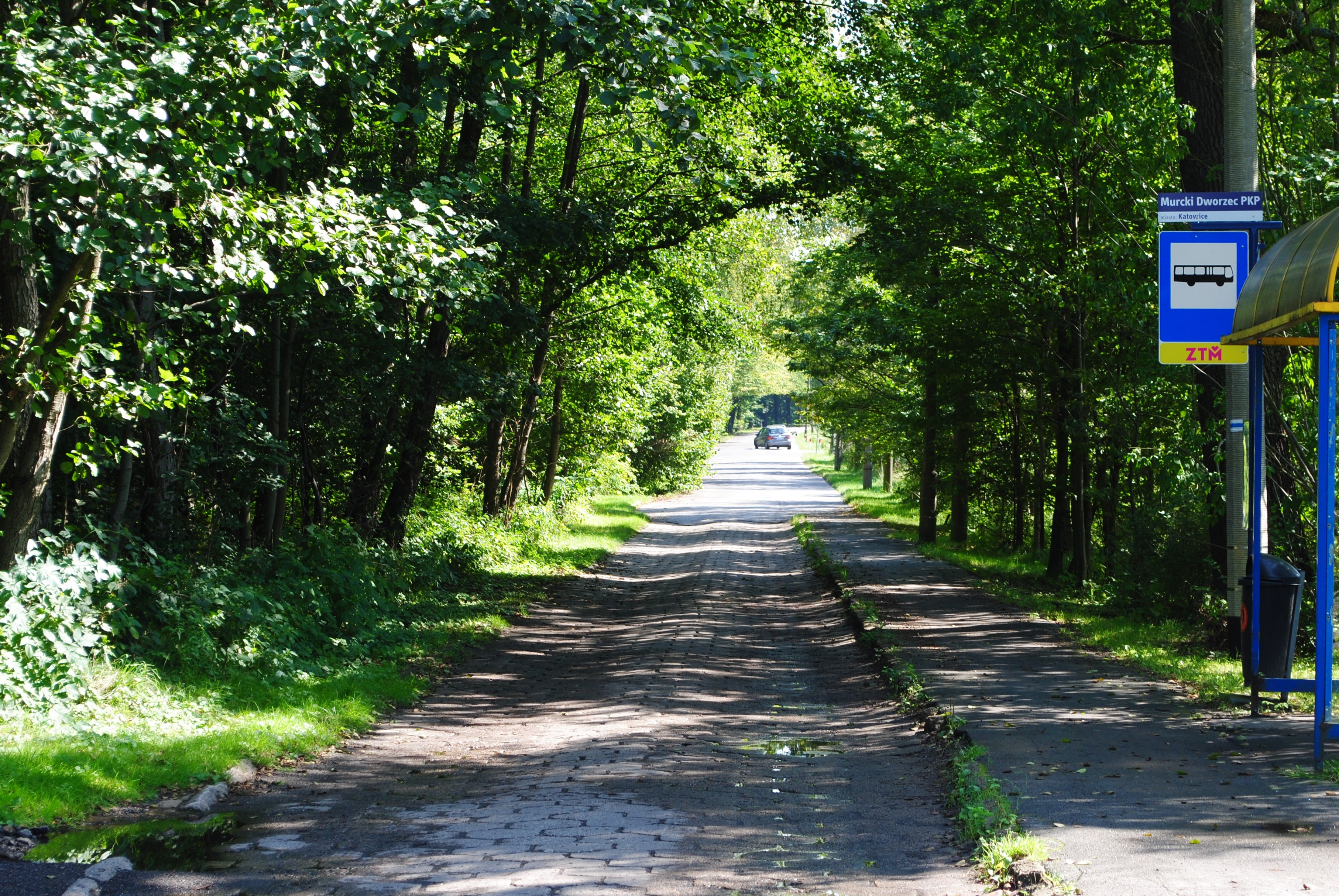
Rejon alei w sierpniu 2020 roku